# ACEM-Meditation
ACEM-Meditation ist eine Form der Gelassenheits-Meditation.
Sie wurde von dem norwegischen Arzt und Psychologen Are Holen von 1966 an entwickelt.
Holen gründete auch die gemeinnützige ACEM-Organisation, welche die Methode propagiert. Die Abkürzung ACEM leitet sich aus „Academic Meditation Society“ ab, dem vormaligen Namen der ACEM-Organisation.

## Hintergrund
Das besondere Merkmal von ACEM-Meditation ist das Bestreben, fernöstliche Meditationstechniken mit den Erkenntnissen der westlichen Psychologie zu verbinden. Die Methode ist ausdrücklich nicht an Weltanschauungen oder Religionen gebunden und frei von kultischen Elementen. Es gibt Meditationslehrer, aber keine Gurus, Mönche oder Meister. Die Kurse werden zum Selbstkostenpreis angeboten.

## Technik
Der Meditierende sitzt mit geschlossenen Augen, aufrecht in bequemer Haltung auf einem Sitzmöbel mit Rückenlehne. Dabei wiederholt er im Geiste während der ganzen Meditationsdauer einen Meditationslaut (s. u.). Aufkommende Gedanken und Bilder werden gelassen aufgenommen und weder gezielt verfolgt noch mit Nachdruck vertrieben. Wenn man darüber die Wiederholung des Lauts vergisst, nimmt man sie wieder auf, sobald man es bemerkt. Für die regelmäßige Praxis werden täglich zwei 30-minütige Sitzungen oder eine von 45 Minuten Dauer empfohlen.

### Meditationslaut
Eine Gruppe von Meditationslehrern in der ACEM-Zentrale entwickelt Meditationslaute, die als repetitiv eingesetzte Meditationsobjekte dienen, ähnlich den im asiatischen Raum verwendeten Mantren, wobei die Ähnlichkeit rein technischer Natur ist. Bei den Meditationslauten in der ACEM-Meditation handelt es sich um bedeutungslose Silbenfolgen, die möglichst keine Assoziationen beim Meditierenden auslösen sollen. Beim Erlernen der Methode wird dem Meditierenden (oder der ganzen Gruppe) einer dieser Laute mitgeteilt. Es sind meist harmonische, vokalreiche Worte, die nach der Mitteilung durch den Lehrer nicht mehr laut ausgesprochen oder aufgeschrieben werden sollen; sie könnten sonst schnell ihre Bedeutungsneutralität verlieren. Daher soll der Meditierende seinen Laut auch für sich behalten, wobei darauf hingewiesen wird, dass kein Geheimnis gelüftet und nichts verraten wird, würde der Meditationslaut weitergesagt. Das Fürsichbehalten dient einzig der Bedeutungneutralität.

## Theorie
Für die Dauer der Meditation sind Einflüsse und Informationen von außen minimiert, und der Praktizierende wendet sich den Vorgängen in seinem Geist zu. Durch das Wiederholen eines neutralen Lautes wird Gedanken und Gefühlen Raum gegeben, die sonst während der Verarbeitung von äußeren Einflüsse oder inneren Monologen verborgen bleiben. ACEM-Meditation geht von dem Vorhandensein eines Unbewussten aus, dem sich der Meditierende auf diese Weise allmählich nähern und so zu einem erhöhten Maß an Selbsterkenntnis gelangen kann. Die Begegnung mit verborgenen Spannungen und inneren Konflikten aus einer Haltung der Gelassenheit heraus soll zu größerer Selbstakzeptanz und innerer Ruhe führen. Dies wird als allmählicher und niemals abgeschlossener Prozess beschrieben.

## Nachgewiesene Wirkung
Wissenschaftlich nachgewiesen wurde bisher eine blutdrucksenkende Wirkung. Die Dämpfung des Einflusses von Stressfaktoren bei Leistungssportlern wurde ebenfalls positiv beschieden.
Die Ähnlichkeit der Technik zur Zen-Meditation legt nahe, dass die in jüngster Zeit für diese festgestellten Effekte auf ACEM zumindest teilweise übertragbar sind.

## Verbreitung
Bislang haben über 60.000 Menschen diese Form der Meditation erlernt, davon etwa 2000 in Deutschland. Die Kurse in Deutschland finden zum überwiegenden Teil in Volkshochschulen statt. Die Lehrer reisen zu diesem Zweck aus Norwegen an und arbeiten unentgeltlich. Die ACEM-Organisation besitzt Zentren in mehreren Ländern, davon drei in Deutschland: Berlin, Hamburg und Köln.